# Веб-кэш
Веб-кэш (или HTTP кэш) — система, сохраняющая локально документы, уже переданные удалённым веб-сервером, для уменьшения нагрузки на него и сокращения трафика. Веб-кэш реализуется как на стороне клиента, так и сервера. Использование такого кэша ускоряет работу сети.

## Прямой и обратный кэш
Прямым называется кэш, который расположен вне внутренней сети веб-сервера.  Он включает в себя кэш браузера и кэширующий прокси-сервер провайдера. В свою очередь, провайдер может подключаться к другому кэширующему серверу, и такая система становится каскадной.
Обратный кэш располагается между веб-сервером или серверами и внешним интернетом, помогая сглаживать нагрузки. Такой кэш может быть частью системы распределения контента.

## Запрет кэширования
Кэширование может быть явно запрещено в HTTP-заголовке (любой из трёх вариантов, либо все сразу):
```
Cache-Control: no-cache, no-store, must-revalidate
Pragma: no-cache
Expires: 0
```

Также кэширование может быть запрещено в HTML-заголовке, однако следует иметь в виду, что его прочитает только веб-браузер, а прокси-сервер проигнорирует:
```
<meta http-equiv="Cache-Control" content="no-cache, no-store, must-rdate" />
<meta http-equiv="Pragma" content="no-cache" />
<meta http-equiv="Expires" content="0" />
```

Такой запрет необходим, когда отдаваемый документ является динамическим и его кэширование нецелесообразно.